# Esporlatu
Esporlatu (sardisk: Isporlàtu) er en by og en kommune (comune) i provinsen Sassari i regionen Sardinien i Italien. Byen ligger i 473 meters højde og har 396 indbyggere (2016). Kommunen har et areal på 18,40 km² og grænser til kommunerne Bottidda, Burgos og Illorai.